# Окулярник блідий
Окулярник блідий (Zosterops pallidus) — вид горобцеподібних птахів родини окулярникових (Zosteropidae). Мешкає в Намібії і ПАР. Раніше вважався конспецифічним з капським окулярником.

## Опис
Довжина птаха становить 10-13 см, вага 7,7-20 г. Верхня частина тіла бліда, оливково-зеленувата, горло і гузка жовті, живіт жовтуватий, боки рудуваті. Навколо очей вузькі білі кільця. Дзьоб темно-коричневий. Лапи коричнювато-сірі або блакитнувато-сірі. 

## Поширення і екологія
Бліді окулярники поширені в Намібії та на заході ПАР в долині річки Оранжевої.

## Поведінка
Бліді окулярники утворюють великі зграї. Харчуються переважно комахами, а також нектаром, плодами, квітками і насінням. Сезон розмноження триває з вересня по грудень. Гніздяться на деревах, гнізда мають чашоподібну форму. В кладці 2-3 блакитнуватих яйця, інкубаційний період триває 11-12 днів, пташенята покриваються пір'ям на 12 день.